# Mersen
Mersen ist eine weltweit tätige französische Unternehmensgruppe, die sich auf Komponenten aus den Bereichen Elektroenergie (Electrical Power) und Hochleistungswerkstoffe (Advanced Materials) spezialisiert hat. Die Gruppe firmierte zuvor unter dem Namen „Carbone Lorraine“.
Mersen ist weltweit in 35 Ländern mit 53 Industriestandorten präsent. Die Gruppe betreibt zudem 15 Forschungs- und Entwicklungszentren.
2019 erwirtschaftete Mersen Erlöse in Höhe von 950 Mio. EUR, was gegenüber 2018 einem Anstieg um 8,2 % entspricht.
Die Gruppe beschäftigt weltweit über 6.800 Mitarbeiter.
Carbone Lorraine ging im Jahr ihrer Gründung (1937) an die Börse von Paris. Mersen ist heute an der Pariser Euronext notiert und Bestandteil des CAC Small (Kürzel: MRN).

## Geschichte
Die Mersen-Gruppe, die bis zum 20. Mai 2010 unter „Carbone Lorraine“ firmierte, ging aus der Compagnie lorraine de charbons pour l’électricité hervor, ein 1891 in Pagny-sur-Moselle (Lothringen/Frankreich) gegründetes Unternehmen, wo die Gruppe auch heute noch ein Werk betreibt. Im Jahr 1937 fusionierte dieses lothringische Unternehmen mit der Firma Le Carbone im Großraum Paris (Gennevilliers/Hauts-de-Seine), wo die Gruppe auch heute noch das ursprüngliche Werk besitzt und betreibt.
La Compagnie lorraine de charbons pour l’électricité wurde 1891 im französischen Departement Meurthe-et-Moselle gegründet. Das Unternehmen stellte dort anfangs Elektromotoren, Dynamos und Beleuchtungen her, bevor es sich auf die Produktion von „Kohlefäden“ für die elektrische Beleuchtung umstellte. Zur gleichen Zeit stellte die im Jahr 1892 in der Region Paris gegründete Firma Le Carbone Bürsten für Elektromotoren her. Im Jahr 1893 entdeckte Charles Street, ein Ingenieur bei Le Carbone, die Graphitisierung von Kohlenstoff, mit der synthetischer Graphit hergestellt werden kann. Er patentierte sein Verfahren unter dem Titel „System für einen Gleichstromofen (Système de four électrique continu)“.
In den Achtzigerjahren des 20. Jahrhunderts erwarb die Pechiney-Gruppe eine Mehrheitsbeteiligung (61 %) an Carbone Lorraine und startete eine Strategie des externen Wachstums und der Diversifizierung. Das Unternehmen expandierte über die bis dahin wichtigste Produktion von Graphitbürsten hinaus und begann mit der Herstellung von Bremsscheiben aus kohlenstofffaserverstärktem Kohlenstoff.
Des Weiteren erwarb Pechiney eine Reihe von Wettbewerbern wie Ferraz, einen der größten Hersteller von Sicherungen und elektrischen Schutzsystemen. Danach übernahm die Gruppe die Kontrolle über Stackpole und wurde mit diesem Schritt zu einem der weltweit führenden Anbieter in der Graphitherstellung.
1995 veräußerte Pechiney 21 % ihre Anteile an Paribas Affaires Industrielles (PAI). In den Folgejahren baute Carbone Lorraine ihre Position durch Akquisitionen in Europa und den USA aus. Nennenswert ist insbesondere die 1999 erfolgte Übernahme der Gould-Shawmut Electrical Protection Division, mit der die Gruppe auf eine führende Position im Leistungshalbleiterschutz aufrückte. Im Jahr 2005 veräußerte Paribas ihre Carbone Lorraine-Aktien über den Markt.
Im Mai 2010 billigte die Hauptversammlung die von der Geschäftsführung vorgeschlagene Namensänderung der Gruppe. Carbone Lorraine ändert ihre Unternehmensidentität und wurde zu MERSEN. Dieser Name ist zum einen eine Hommage an Marin Mersenne, Mathematiker und Philosoph des 17. Jahrhunderts, zum anderen aber auch die Abkürzung von Material, Electrical, Research, Sustainable, Energy (Material, Elektrisch, Forschung, Nachhaltigkeit, Energie).

## Akquisitionen
| Datum | Unternehmen                                                                                   | Spezialität |
| 2020  | Übernahme von GAB Neumann GmbH                                                                | Spezialist für Graphit- und Siliziumkarbid-Wärmetauscher                                                                 |
| 2019  | Übernahme von AGM Italy                                                                       | Führender europäischer Anbieter für die Bearbeitung von kundenspezifisch gefertigten Teilen aus stranggepresstem Graphit |
| 2018  | Übernahme von FTCap                                                                           | Player im Bereich der Konzeption und Herstellung von Kondensatoren                                                       |
| 2018  | Übernahme von Idealec                                                                         | Player im Bereich der Konzeption und Herstellung von laminierten Stromschienen (Busbar)                                  |
| 2018  | Übernahme des restlichen Kapitals von Cirprotec                                               | Spezialist für den Blitz- und Überspannungsschutz                                                                        |
| 2016  | Gründung mit der Harbin Electric Carbon in China eines Joint-Venture: Hatan Electrical Carbon | Player auf dem Eisenbahnmarkt                                                                                            |
| 2015  | Übernahme von ASP                                                                             | Spezialist für den Überspannungsschutz                                                                                   |
| 2014  | Mehrheitsbeteiligung an Cirprotec                                                             | Spezialist für den Blitz- und Überspannungsschutz (Surge Protective Device – SPD)                                        |
| 2011  | Übernahme von Eldre                                                                           | Spezialist für laminierte und isolierte Stromschienen (Busbar)                                                           |
| 2010  | Mehrheitsbeteiligung an Yantaï                                                                | Verstärkung der Position im Bereich Sonnenenergie                                                                        |
| 2010  | Mehrheitsbeteiligung an Boostec                                                               | Spezialist der Siliziumkarbid-Technologie (SIC)                                                                          |
| 2008  | Übernahme von Calcarb                                                                         | Weltweit Nr. 2 im Bereich der steifen Kohlefaserisolierung                                                               |
| 2008  | Übernahme von Xianda und Mingrong Electrical Protection (MEP)                                 | Korrosionsschutz sowie Sicherungen und Sicherungsschaltgeräte                                                            |
| 2006  | Übernahme von R-Theta                                                                         | Spezialist im Bereich Leistungselektronik                                                                                |
| 1999  | Übernahme eines Geschäftsbereichs der Gruppe Gould-Shawmut                                    | Spezialist im Bereich Sicherungen                                                                                        |
| 1991  | Übernahme der Aktiva von Stackpole (Vereinigte Staaten)                                       | Elektrische Anwendungen sowie Hochtemperaturanwendungen                                                                  |
| 1985  | Übernahme von Ferraz                                                                          | Hersteller von Sicherungen für den industriellen Gebrauch                                                                |